# Tajná konference
Tajná konference (německy Geheime Konferenz) byla centrálním poradním orgánem císaře, fungovala nejprve s několikaletou přestávkou mezi lety 1669 a 1749 za vlády tří generací rakouských panovníků z habsburské dynastie, a sice Leopolda I., Josefa I., Karla VI. a jeho dcery Marie Terezie. Za vlády císaře Josefa II. byla do života uvedena její obdoba Konference pro říšské záležitosti. V roce 1790 došlo k reaktivování tajné konference, která fungovala v podstatě až do roku 1800/1801.

## Historie a složení
Tajná konference se vyvinula z tajné rady. Počet členů tajné rady, a to i skutečných, nabobtnal během jednoho století do takové míry, že rada nebyla schopná racionálně fungovat. Za Leopolda I. (vládl 1657–1705) bylo tajných radů už na šedesát, proto se jednání odehrávala v různých komisích, deputacích a konferencích.
Tajná konference, zřízená v roce 1669, měla čtyři členy a zabývala se především otázkami zahraniční politiky. Ovšem podobně jako u tajné rady počet členů brzy narostl do takové míry, že nebyla usnášeníschopná a v praxi se rozpadala do komisí pro jednotlivé záležitosti. Leopold I. ji proto přestal svolávat a jeho syn Josef I. (vládl 1705–1711) ji v roce 1705 dokonce rozpustil. Zrušenou tajnou konferenci nahradilo sedm komisí, které se skládaly ze tří až pěti tajných radů. Komise se zabývaly říšskými, anglickými, francouzskými, holandskými, španělskými, italskými, švýcarskými, tureckými a válečnými (politico-militaria) záležitostmi. Zahraniční politiku koordinoval nejvyšší hofmistr a jeden ze dvou rakouských dvorských kancléřů, kteří se účastnili zasedání komisí.
Na jaře 1709 byla tajná konference obnovena a radila císaři v zahraničních a válečných otázkách. Tehdy se skládala z panovníka a čtyř, respektive šesti dalších členů. Jednalo se o nejvyššího dvorského komorníka Jana Leopolda z Trautsonu (1659–1724), rakouského kancléře Jana Bedřicha ze Seilernu (1646–1715), českého kancléře Jana Václava Vratislava z Mitrovic (1670–1712) a sekretáře Jana Jiřího Buola (1655–1727). Pokud ve Vídni pobývali i prezident dvorské válečné rady Evžen Savojský (1663–1736) a druhý rakouský kancléř Filip Ludvík ze Sinzendorfu (1671–1742), účastnili se jednání také. V této sestavě se konference scházela pravidelně a fungovala efektivně. V roce 1712 zemřel Jan Václav Vratislav z Mitrovic a princ Evžen se stal stálým členem. Kolegium téhož roku doplnil ještě prezident dvorské komory Gundakar Tomáš ze Starhembergu (1663–1745). Činnost tajné rady upravoval nový řád z roku 1721, který vydal Karel VI. (vládl 1711–1740). Zabývala se nejen zahraničními otázkami, ale i vnitřními záležitostmi, které císař nadhodil. V této podobě trvala tajná konference do roku 1749, přičemž se už v roce 1740 dostala do krizového období.
V roce 1753 byl jmenován státním kancléřem Václav Antonín z Kounic-Rietbergu (1711–1794), který si v podstatě tajnou konferenci ve spojení s císařovnou Marií Terezií monopolizoval. Válečný kabinet (War Cabinet), který se scházel od července 1756, měl víceméně funkci koordinačního orgánu, jelikož si Kounic nechal všechnu strategicky významnou poštu od generálů posílat sobě. Už v létě 1758 přišel s nápadem zřízení státní rady, která by nesestávala z členů ex officio. V listopadu a na začátku prosince 1760 představil své plány císařovně, která rezolucí 14. prosince 1760 Státní radu jako nejvyšší ústřední orgán habsburské monarchie uvedla v činnost. V každém případě jsou sezení tajné rady doložena ještě v roce 1764 a 1767.
V letech 1767–1772 se scházela Josefem II. zřízená Konference pro říšské záležitosti (Konferenz für Reichssachen / Conseil in Reichssachen), sestávající z říšského dvorského vicekancléře Rudolfa Josefa knížete z Colloreda, a dvou až tří expertů, konktrétně z členů státní rady referendáře Jana Antona hraběte z Pergenu (1725–1814) a referendáře Egida Valentina Felixe svobodného pána z Borié (1719–1793), přičemž v nepřítomnosti císaře se jí účastnil vedle obou výše zmíněných říšských referendářů i státní referendář Friedrich svobodný pán Binder z Krieglsteinu (1708–1782). Po zrušení Konference pro říšské záležitosti v roce 1767 získal silný vliv na říšskou politiku opět Václav Antonín z Kounic-Rietbergu a to po celou další éru vlády Josefa II.
K reaktivování tajné konference došlo přípisem císaře Josefa II. ze dne 29. ledna 1790, tedy v době, kdy už osobní kontakty mezi císařem Josefem II. a státním kancléřem Václavem Antonínem Kounicem nebyly tak intenzivní a nakonec ustaly zcela. Po smrti císaře fungovala tajná konference v podstatě až do pádu Johann Amadea Franze de Paula Thuguta (1800/1801). Teprve pak mohlo dojít ke změně systému, kdy byla státní rada a tajná konference nahrazena státním a konferenčním ministerstvem (1801–1808), jemuž podléhalo válečné a námořní ministerstvo, ministerstvo pro vnitřní záležitosti a ministerstvo pro vnější záležitosti.